# プール・オブ・ロンドン (1951年の映画)
Pool of London（プール・オブ・ロンドン）は1951年に公開された映画。ベイジル・ディアデンが監督した、プール・オブ・ロンドンを舞台にした犯罪物であり、イギリスの喜劇役者であるレズリー・フィリップスやジェームズ・ロバートソン・ジャスティスが出演している。